# کوان هیون بین
کوان هیون بین (انگلیسی: Kwon Hyun-bin؛ زادهٔ ۴ مارس ۱۹۹۷) خواننده، مدل و بازیگر تلویزیون اهل کره جنوبی است.